# 신복숙
신복숙(1962년 1월 10일~ )은 대한민국의 배우이다. MBC 문화방송 1982년 MBCTV공채 15기 탤런트로 정식 데뷔하였다. 이후 영화 및 넷플릭스 그리고 텔레비전 드라마와 뮤지컬 등 에서 주연으로 활약 중이다.
신복숙 의 영어 이름은 Shin Bok Sook이며, 현 소속사는 맥스파워엔터테인먼트이다.

## 학력
- 서울예술대학교 연극학과 졸업

## 출연작

### 드라마
- 1973년 《수사반장》
- 1973년 《113 수사본부》
- 1980년 《전원일기》... 이장집큰딸친구 역
- 1981년 《암행어사》
- 1984년 《애처일기》
- 1984년 《물보라》
- 1986년 《님의 침묵》
- 1988년 《모래성》
- 1989년 《독도 수비대》
- 1990년 《각시방에 사랑 열렸네》
- 1990년 《몽실언니》... 귀덕네 역
- 1992년 《산다는 것은》
- 1993년 《분례기》
- 1994년 《일과 사랑》
- 1995년 《장희빈》
- 1995년 《언제나 푸른 마음》... 김정민 모 역
- 1995년 《제4공화국》
- 1996년 《첫사랑》
- 1996년 《감성세대》... 신혜선 모 역
- 1998년 《대왕의 길》... 치성 모 역
- 1998년 《육남매》
- 1998년 《보고 또 보고》... 의사 역
- 2002년 《그대를 알고부터》... 선주 모 역
- 2003년 《죽도록 사랑해》... 천상궁 역
- 2004년 <대장금>
- 2004년 《섬마을 선생님》... 조향실 역
- 2005년 《제5공화국》... 이순자에게 한복 맞춤을 요청받는 한복점 사장 이리자 역
- 2006년 《궁》... 민효린의 어머니 역
- 2006년 《얼마나 좋길래》... 도만 모 역
- 2010년 《민들레 가족》... 은실 모 역
- 2011년 《불굴의 며느리》... 해장국집사장 역
- 2012년 《무신》... 찬모 역
- 2012년 《유령》 ... 남상원의 아내 역
- 2013년 《구암 허준》... 대궐 내의녀 역
- 2015년 《불굴의 차여사》 … 하영 이모 역
- 2018년 《세상에 없던 하루, 5월32일》... 정민 어머니 역 (주연)
- 2018년 《신과의 약속》 ... 재희 시어머니 역
- 2020년 《바람과 구름과 비》 … 명성황후의 어머니 역
- 2021년 《속아도 꿈결》 … 유영의 어머니 역
- 2022년 《오늘 하루는 베푸는 베프 제5회 신복숙편》
- 2024년 《선산》... 경암사 스님 역

### 영화
- 《동백》 (2021년) - 장연실 역 (주연)